# Асен Русков
Асен Русков е български оперетен артист.
На 1 декември 1922 г. е сред един от основателите на Кооперативния театър, който съществува до 1939 г. През 1948 г. е директор на „Народната оперета“.

## Роли
Асен Русков изиграва над 150 роли, най-известните са:
- Менелай от „Хубавата Елена“
- Селестен от „Мамзел Нитуш“
- Хитър Петър от „Имало едно време“
- Фрош от „Прилепът“.[2]

## Филмография
Участва в първия български цветен филм „Точка първа“ от 1956 г. в ролята на маестрото.